# Белај (Церовље)
Белај је село у хрватском делу Истре. Налази се на територији општине Церовље у Истраској жупанији. Према попису из 2001. године има 18 становника.
У селу постоји некадашњи ладањски дворац племићке породице Ауерсперг, уређена крајем 15. века, као и капела Св. Хенрика, у чији је зид узидана надгробна плоча Мартина Мојсијевића, који је у 15. веку био господар оближњег Козљака. Плоча је почетком овог века пренета из павлинске цркве на Ћепичком језеру. На олтару капеле се налази ренесансна пала с ликом Св. Хенрика.